# Wladimir Michailowitsch Gorjajew
Wladimir Michailowitsch Gorjajew (russisch Владимир Михайлович Горяев, engl. Transkription Vladimir Mikhaylovich Goryayev; * 19. Mai 1939 in Moskau) ist ein ehemaliger russischer Leichtathlet, der für die Sowjetunion im Dreisprung startete.
Gorjajew gewann bei den Olympischen Spielen 1960 in Rom die Silbermedaille hinter dem Weltrekordhalter und amtierenden Europameister Józef Szmidt aus Polen und vor seinem Landsmann Witold Krejer. Auch bei den Leichtathletik-Europameisterschaften 1962 musste er sich Szmidt geschlagen geben und belegte erneut den zweiten Platz.